# Else Kruse
Else Kruse (* 13. Juni 1889 in Wogram, Amtsbezirk Alt Pillau, Kreis Fischhausen, Ostpreußen; † 28. Januar 1971 in Mülheim an der Ruhr) war eine kommunistische Landespolitikerin in Nordrhein-Westfalen.
Kruse war in der ersten Ernennungsperiode für die Kommunistische Partei Deutschlands (KPD) Mitglied des ernannten Landtages von Nordrhein-Westfalen.